# Sedlo pod kamenným hrbom
Sedlo pod kamenným hrbom (słow. Przełęcz pod Kamiennym Garbem, 518 m n.p.m.) – przełęcz w Górach Wołowskich na wschodzie Słowacji. Przełęcz leży na zachód od Koszyc. Na zachód od przełęczy znajduje się szczyt Kamenný hrb (słow. Kamienny Garb), o wysokości 559 m n.p.m., od którego pochodzi nazwa przełęczy. 

## Szlaki turystczne
szlakiem z koszyckiej dzielnicy Čermeľ (5,2 km, 1 h 24') – Cesta hrdinov SNP
  szlakiem ze schroniska Jahodná (4,9 km) – Cesta hrdinov SNP
  szlakiem z Črmeľskiej Doliny (2,2 km)
  szlakiem z Myslavy
  szlakiem ze schroniska Jahodná